# فرودگاه گوآنامبی
فرودگاه گوآنامبی (به انگلیسی: Guanambi Airport) (به زبان بومی: Aeroporto de Guanambi) یک فرودگاه همگانی مسافربری با کد یاتا GNM است که یک باند فرود آسفالت دارد و طول باند آن ۱۷۰۰ متر است. این فرودگاه در کشور برزیل قرار دارد و در ارتفاع ۵۳۳ متری از سطح دریا واقع شده است.